# Zoran Stojadinović
Zoran Stojadinović (né le 25 avril 1961 à Belgrade en Yougoslavie) est un joueur de football yougoslave (serbe).

## Palmarès
- Rapid de Vienne
  - 1 fois vainqueur du championnat d'Autriche de football : 1987-88
  - 1 fois meilleur buteur du championnat d'Autriche de football : 1987-88 (27 buts en 32 matchs)